# 堰

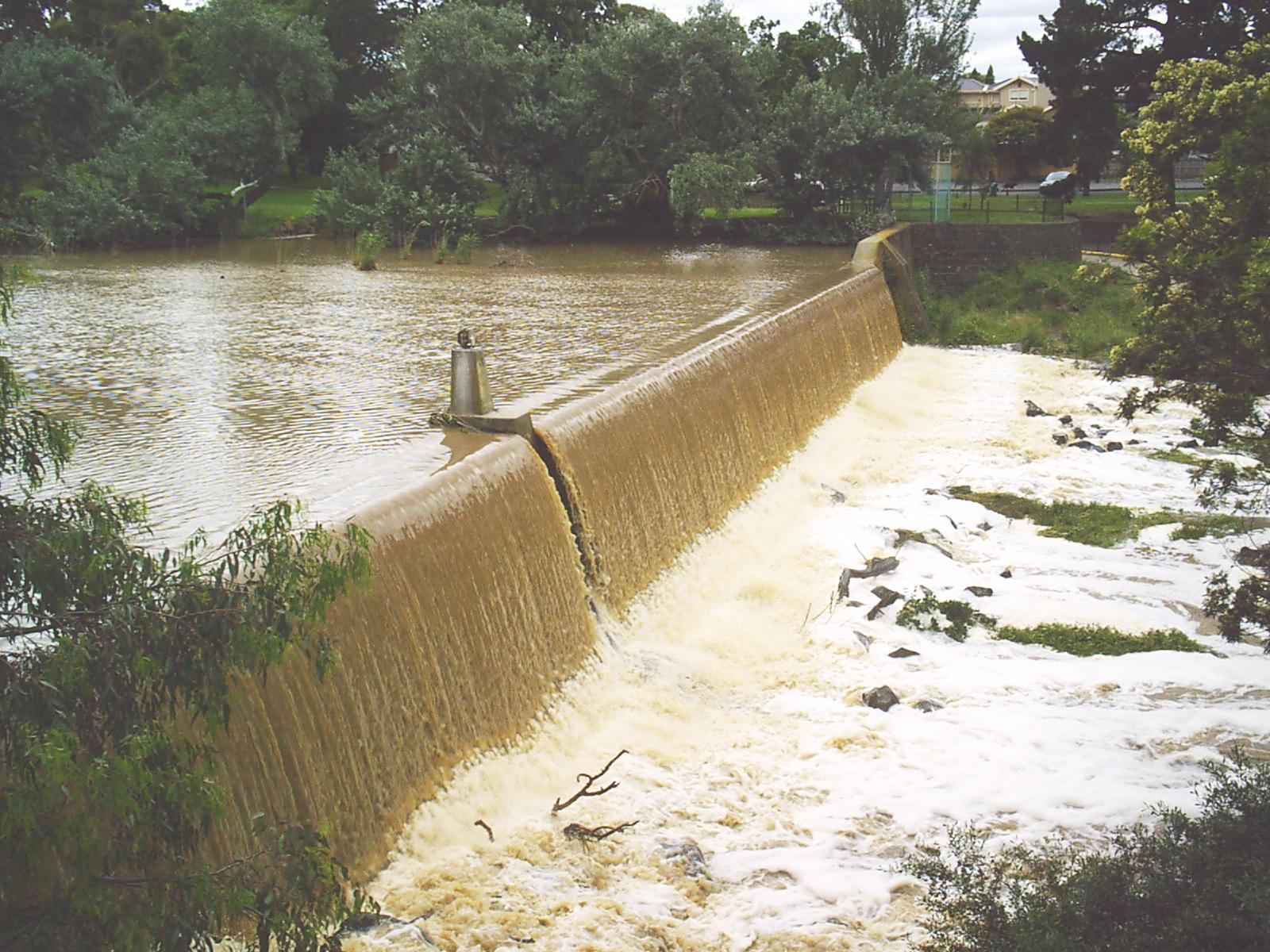

攔河堰，是一種橫越河川的障礙設施，可以改變水流的特性。一般而言，堰的尺寸比水壩小，水會在障礙物的後面累積成水潭，積滿後會越過頂部流往下游。堰經常用來引水進入灌溉圳道、防範洪水、量測流量及增加水深以利於通航。

## 種類

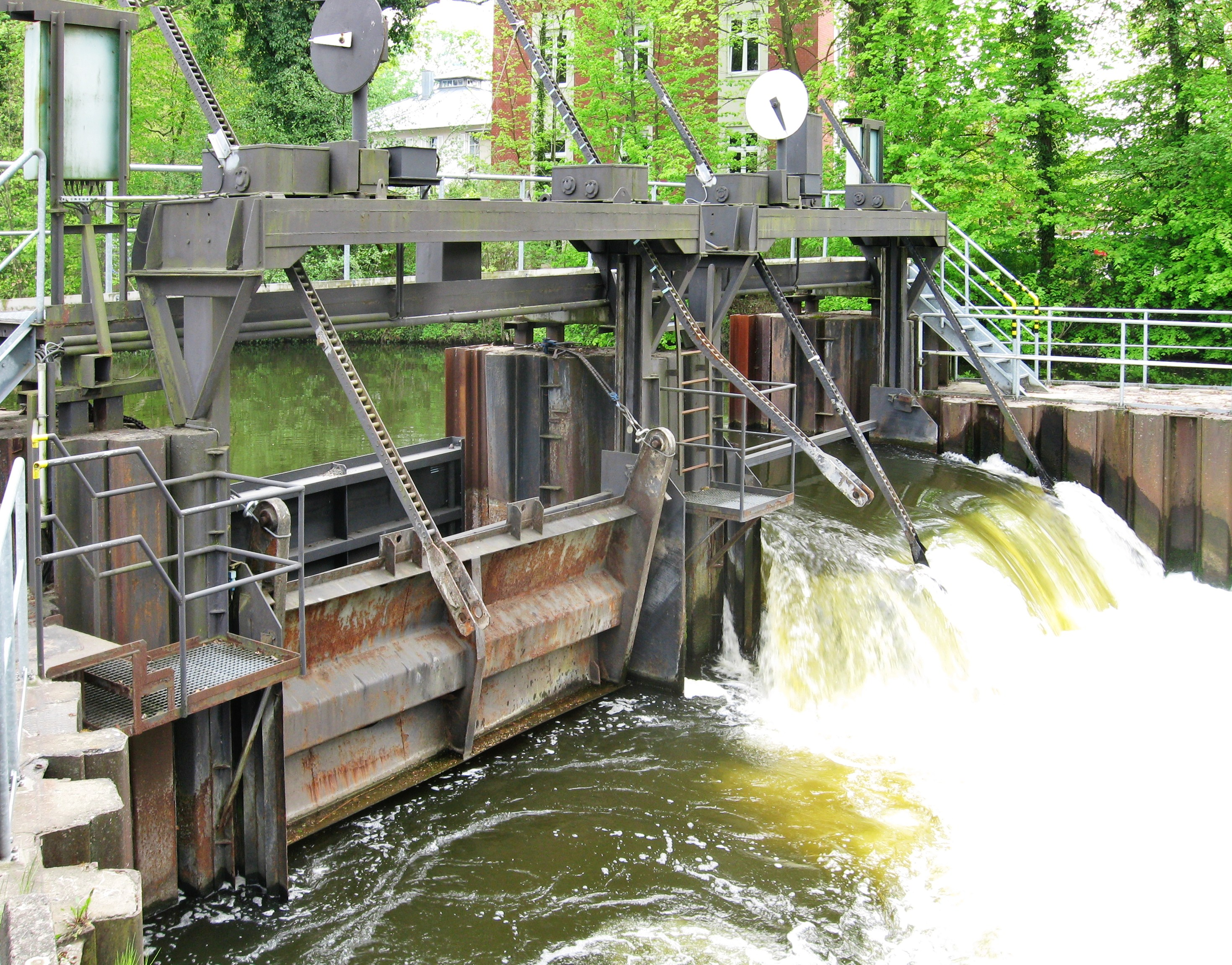
可動堰

- 固定堰：障礙設施固定的堰。古代多用石塊堆積而成，近代則多使用鋼筋混凝土結構。
- 可動堰：障礙設施高度可調整的堰。